# Polestar 2
Polestar 2 är en elbil som Volvo Personvagnars dotterbolag Polestar introducerade på Genèvesalongen i mars 2019. Bilen tillverkas sedan 2020 i Luqiao i Kina.

## Polestar 2
Polestar 2 bygger på Volvos CMA-plattform som även används av Lynk & Co. Bilen har två elmotorer, en på vardera hjulaxeln. Räckvidden anges till 470 km och priset startar på 39 000 euro. Infotainmentsystemet är baserat på Android Automotive och har inbyggda applikationer såsom Spotify, TuneIn och så vidare.
Bilen visades ursprungligen upp som Volvo Concept 40.2 och var designad av Thomas Ingenlath, som även designade Volvo Concept 40.1 och blev Volvo XC40. Båda visades upp samtidigt för pressen 2016 som Volvos nya 40-serie, men senare det året ändrade Volvo fokus till crossovers och 40.2 blev istället Volvoägda Polstars första helt elektriska modell efter en facelift av Maximilian Missoni, Exterior design chief på Volvo.